# My Sculptoris
My Sculptoris (μ Sculptoris, förkortat My Scl, μ Scl)  som är stjärnans Bayerbeteckning, är en ensam stjärna belägen i den västra delen av stjärnbilden Bildhuggaren. Den har en skenbar magnitud på 5,30 och är svagt synlig för blotta ögat där ljusföroreningar ej förekommer. Baserat på parallaxmätning inom Hipparcosuppdraget på ca 11,2 mas, beräknas den befinna sig på ett avstånd på ca 290 ljusår (ca 89 parsek) från solen.

## Egenskaper
My Sculptoris är en orange till röd jättestjärna av spektralklass K1 III. Den har en massa som är drygt 30 procent större än solens massa, en radie som är ca 11 gånger större än solens och utsänder från dess fotosfär ca 71 gånger mera energi än solen vid en effektiv temperatur på ca 4 750 K.